# 유리딘 이인산
유리딘 이인산(영어: uridine diphosphate, UDP)은 뉴클레오사이드 이인산의 한 종류이다. 유리딘 이인산은 뉴클레오사이드인 유리딘과 피로인산의 에스터이다. 유리딘 이인산은 핵염기인 유라실, 5탄당인 리보스, 피로인산으로 구성되어 있다.
UDP는 글리코젠 합성에서 중요한 요소이다. 포도당이 간과 근육에서 글리코젠으로 저장되기 전에 UDP-포도당 피로포스포릴레이스는 포도당 1-인산과 유리딘 삼인산(UTP)을 결합시켜서 UDP-포도당을 형성한다. 그런 다음 글리코젠 생성효소는 UDP-포도당의 포도당을 새로 합성되는 글리코젠 사슬에 첨가시키고, 이 과정에서 UDP는 떨어져 나간다. 글리코젠 합성 과정에서 포도당으로부터 떨어져 나온 UDP는 UDP-포도당 피로포스포릴레이스에 의해 재사용될 수 있다.

## 같이 보기
- DNA
- RNA
- 뉴클레오사이드
- 뉴클레오타이드
- 올리고뉴클레오타이드
- 유리딘
- 유리딘 일인산 (UMP)
- 유리딘 삼인산 (UTP)